# Charlotte Friedrich (Schauspielerin, 1894)
Charlotte Friedrich (* 26. Dezember 1894 in Dresden; † 22. August 1976 ebenda) war eine deutsche Schauspielerin und Hörspielsprecherin.

## Leben
Die 1894 geborene Charlotte Friedrich absolvierte ihre Schauspielerausbildung bei Maximiliane Bleibtreu in ihrer Geburtsstadt Dresden. In dieser Zeit wirkte sie bereits als Komparsin am Dresdner Schauspielhaus und trat nach Abschluss des Schauspielunterrichts im Jahr 1918 ihr erstes Engagement in der Schweiz an. Ab 1924 zurück in Dresden, arbeitete sie unter der Leitung von Hermine Körner am Albert-Theater, wo sie in Stücken wie Madame Sans-Gêne von Victorien Sardou und Eine Frau ohne Bedeutung von Oscar Wilde auf der Bühne stand. 1933 wechselte sie zum Dresdner Komödienhaus, dem sie bis zur Schließung der Theater durch den Zweiten Weltkrieg am 31. August 1944 angehörte. 1945 spielte sie in der ersten Vorstellung nach dem Krieg im Staatsschauspiel Dresden die Rolle der Daja in Nathan der Weise von Gotthold Ephraim Lessing. Diesem Ensemble gehörte sie bis 1976 an.
In den 1920er Jahren wirkte sie in wenigen Hörspielen des Rundfunks als Sprecherin mit. Nachdem sie bereits Mitte der 1930er Jahre vor einer Kamera stand, war sie nach 1950 noch in einigen Filmen der DEFA und des Deutschen Fernsehfunks zu sehen.
Charlotte Friedrich verstarb 1976 im Alter von 81 Jahren in Dresden.

## Filmografie
- 1953: Das kleine und das große Glück
- 1962: Tanz am Sonnabend – Mord?
- 1962: Mord ohne Sühne
- 1965: Der Frühling braucht Zeit

## Theater
- 1927: Ludwig Anzengruber: Das vierte Gebot – Regie: Max Reitz (Albert-Theater Dresden)
- 1928: Gotthold Ephraim Lessing: Minna von Barnhelm – Regie: Max Reitz (Albert-Theater Dresden)
- 1929: Hans Müller-Schlösser: Schneider Wibbel – Regie: Ive Becker (Albert-Theater Dresden)
- 1940: Heinrich Spoerl: Der Maulkorb – Regie: Ewald Schindler (Komödienhaus Dresden)
- 1947 Wladimir Solowjow/Wiktor Witkowitsch: Der fröhliche Sünder (Haremsxanthippe) – Regie: Albert Fischel (Staatsschauspiel Dresden)
- 1952: Julius Hay: Brücke des Lebens – Regie: Paul Lewitt (Staatsschauspiel Dresden)
- 1953: Vašek Káňa: Heilige ohne Heiligenschein (Großmutter) – Regie: Guido Reif (Staatsschauspiel Dresden)
- 1954: Alexander Ostrowski: Ohne Schuld schuldig – Regie: Karl Görs (Staatsschauspiel Dresden – Kleines Haus)
- 1954: Carlo Goldoni: Liebeshändel in Chiozza – Regie: Hans Finohr (Staatsschauspiel Dresden)
- 1954: Heinrich von Kleist: Der zerbrochne Krug (Marthe Rull) – Regie: Hannes Fischer (Staatsschauspiel Dresden)
- 1955: Hedda Zinner: Der Teufelskreis – Regie: Fritz Wendel (Staatsschauspiel Dresden)
- 1956: Hans Lucke Glatteis – Regie: Fritz Wendel (Staatsschauspiel Dresden)
- 1959: Gustav von Wangenheim: Studentenkomödie – Regie: Otto Stark (Staatsschauspiel Dresden)
- 1960: Klára Fehér: Die Krone der Schöpfung – Regie: Harry Erlich (Staatsschauspiel Dresden – Kleines Haus)
- 1961: Fritz Kuhn: Kredit bei Nibelungen – Regie: Gerhard Winterlich (Staatsschauspiel Dresden)
- 1963: Horst Kleinadam: Millionenschmidt – Regie: Wolfgang Bachmann (Staatsschauspiel Dresden)
- 1964: Bertolt Brecht/Kurt Weill: Die Dreigroschenoper (Jenny) – Regie: Gotthard Müller (Staatsschauspiel Dresden)
- 1964:Wera Panowa: Wo steckst Du, Bursche – Regie: Gotthard Müller (Staatsschauspiel Dresden)
- 1965: Saul O’Hara: Inspektor Campbells letzter Fall – Regie: Wolfgang Bachmann (Staatsschauspiel Dresden)
- 1972: Emil Braginskij/Eldar Rjasanow: Sauna am Sylvester – Regie: Elke Krone/Wilfried Weschke (Staatsschauspiel Dresden – Kleines Haus)

## Hörspiele
- 1925: Kurt Arnold Findeisen: Weihnachten bei den Spielzeugmachern – Regie: Carl Blumau (Hörspiel – MIRAG)
- 1927: Hans Christoph Kaergel: Schützenfest in einer kleinen Stadt (Anna Hampel, Schützenliesel) – Regie: Carl Blumau (Hörspiel – MIRAG)
- 1927: Bianka Strauß: Die freundliche Wendung (Frau Stadtrat Mühleberg aus Weimar) – Regie: Carl Blumau (Hörspiel – MIRAG)

## Auszeichnungen
- 1964: Ehrenmitglied der Staatstheater Dresden